# Pierre Henry (France Fraternités)
Pour les articles homonymes, voir Henry et Pierre Henry (homonymie).
Pierre Henry, né à Paris en 1955, est président de France fraternités. Il a été directeur  général de l'association France terre d'asile entre 1997 et 2020. Il est juge assesseur à la CNDA depuis 2021.  

## Biographie
Dans la période de 2005 à 2011 il a été membre du conseil d'administration de l'Office français de l'immigration et de l'intégration (OFII). 

### Directeur de France terre d'asile (1997-2020)
Il est nommé directeur général de France terre d'asile en 1997.
Fin 2013, France terre d'asile fait l'objet d'une enquête préliminaire pour des suspicions de détournement d'argent public, procédure visant notamment Pierre Henry, procédure classée sans suite. 
Sous sa direction, l'association France terre d'asile prend un véritable essor, le comité d'entreprise attribue à son directeur le recrutement de 800 collaborateurs supplémentaires pour atteindre un effectif de 900 personnes. 
En 2014, France terre d'asile est mise en cause dans une affaire de harcèlement moral et licenciement abusif par une salariée licenciée pour inaptitude peu de temps avant. En 2017, France terre d'asile sera condamnée par un jugement des prud'homme à verser 55 000 euros à la requérante. Le comité de direction reste solidaire de son directeur face à des critiques d'organisations syndicales qui auraient souhaité des sanctions. Contacté par le journal Mediapart, le directeur admet« des « tensions » résultant de la « croissance ultra-rapide » de la structure, croissance accélérée par les besoins en matière d’hébergement depuis l’arrivée de nombreux migrants à partir de 2015. »
Il est remplacé par Delphine Rouilleault, entrée en fonction le 1er septembre 2020. La presse salue l'engagement de Pierre Henry,.  
En août 2021, en tant que président de France Fraternités, il intervient dans les médias pour appeler à la vaccination des réfugiés et des demandeurs d'asile. 
En 2024, il appelle à une révision des accords du Touquet et à l’ouverture de voies de migration légales vers le Royaume-Uni. Il reste actif dans le débat public, intervenant régulièrement dans les médias, à travers des tribunes et des prises de parole sur les sujets d'immigrations(Sud Radio, France info, BFM, Le Monde, La Tribune Le Journal Du Dimanche….).

### Engagement politique auprès de LREM
Pierre Henry soutient officiellement Emmanuel Macron lors de la campagne pour l'élection présidentielle de 2017. Après la victoire d'Emmanuel Macron, Pierre Henry est un temps pressenti pour le poste de délégué interministériel à l'intégration. En octobre 2019, Pierre Henry exprime sa déception par rapport aux réalisations du président Macron face aux urgences migratoires.
Pour les élections municipales de 2020, Cédric Villani, candidat dissident issu des rangs de la majorité présidentielle, le choisit comme tête de liste dans le 10e arrondissement de Paris. Il obtient 6,6 % des suffrages.

## Ouvrages
- Le K.O. ou la fraternité, Pierre Henry, Hermann, novembre 2016
- Danger au pays de la Gauche normale, Pierre Henry et Jean-Luc Gonneau, Éditions Les points sur les i, octobre 2014  (ISBN 9782359301366)
- Dico atlas des migrations, Pierre Henry et Brigitte Martinez, Édition Belin, mai 2013
- Panique aux frontières - Enquête sur cette Europe qui se ferme, postface, éditions Max Milo, 2011,  (ISBN 9782315002924)
- Faut-il avoir peur?, Les États généraux du christianisme, éditions Presses de la Renaissance, Paris, 2011, p. 42-47,  (ISBN 9782750907136)
- De Sangatte aux jungles : sept ans d'aberration! in L'État pyromane (ouvrage collectif/ Terra Nova), éditions Delavilla, 2010  (ISBN 9782917986035)
- Immigration : Lettre ouverte aux humanistes en général et aux socialistes en particulier, éditions les points sur les i, 2008
- Cachan, la vérité:Le défi migratoire, Pascale Egré et Pierre Henry, Éditions de l'Aube, septembre 2007,  (ISBN 2752603673)
- Sarkozy, l'avenir d'une illusion, sous le pseudonyme de Pierre Defrance, éditions de l'Aube, 2006
- Les cendres de la mère, Ed. Un point c'est tout, 30 aout 2022.